# Donyell Malen
Donyell Malen, né le 19 janvier 1999 à Hippolytushoef aux Pays-Bas, est un footballeur international néerlandais, qui évolue au poste d'ailier droit à Aston Villa.

## Biographie

### En club

#### PSV Eindhoven
Donyell Malen commence avec les catégories de jeunes de l'Ajax Amsterdam. En 2015, il passe chez les Anglais d'Arsenal. En 2017, il rentre aux Pays-Bas, où il signe avec le PSV Eindhoven. Il commence avec la réserve avant de jouer pour la première fois avec l'équipe première le 3 février 2018, lors d'une victoire contre le PEC Zwolle (4-0).
Le 14 septembre 2019, Malen inscrit un quintuplé contre le Vitesse Arnhem qui permet au PSV de revenir à hauteur de l'Ajax Amsterdam en tête du championnat.
Donyell Malen se blesse gravement au genou le 15 décembre 2019, ce qui met un terme à sa saison.

#### Borussia Dortmund
Le 27 juillet 2021, Donyell Malen s'engage en faveur du Borussia Dortmund. Il signe un contrat courant jusqu'en juin 2026,.
Malen marque son premier but pour Dortmund le 28 septembre 2021, à l'occasion d'un match de Ligue des champions face au Sporting CP. Titulaire, il donne la victoire à son équipe en étant l'unique buteur de la rencontre.
Le 22 avril 2023, Malen réalise son premier doublé pour Dortmund, lors d'une rencontre de championnat face à l'Eintracht Francfort. Titulaire, il participe à la large victoire de son équipe par quatre buts à zéro,.
Lors de la saison 2023/2024, Malen aide Dortmund à atteindre la finale de la Ligue des champions et marque 13 buts en Bundesliga.

#### Aston Villa
Le 14 janvier 2025, Donyell Malen rejoint l'Aston Villa pour un montant de 25 millions d'euros, dont cinq de bonus. Il signe un contrat courant jusqu'en 2029.

### En sélection
Avec les moins de 17 ans, il participe à deux championnats d'Europe, en 2015 et 2016. Il ne dépasse par le premier tour de la compétition en 2015, mais en revanche atteint les demi-finales en 2016, s'inclinant face au Portugal.
En août 2019, Malen est convoqué pour la première fois avec l'équipe nationale des Pays-Bas par le sélectionneur Ronald Koeman. Il honore sa première sélection le 6 septembre suivant contre l'Allemagne. Il entre en jeu à la place de Marten de Roon ce jour-là, et participe à la victoire de son équipe en inscrivant également son premier but en sélection (2-4 score final),. 
Malen dispute sa première compétition internationale lors de l'Euro 2020.
Le 29 mai 2024, il figure dans la liste des 26 joueurs néerlandais retenus par Ronald Koeman pour participer à l'Euro 2024. Le 2 juillet, il inscrit un doublé lors du huitième de finale opposant son équipe à la Roumanie (victoire 3-0). Ces buts sont les premiers de Malen dans un tournoi majeur. 

## Statistiques
| Saison                | Club                  | Championnat           | Championnat | Championnat | Championnat | Coupe(s) nationale(s) | Coupe(s) nationale(s) | Coupe(s) nationale(s) | Supercoupe | Supercoupe | Supercoupe | Compétition(s) continentale(s) | Compétition(s) continentale(s) | Compétition(s) continentale(s) | Compétition(s) continentale(s) | Total | Total | Total |
| Saison                | Club                  | Division              | M.          | B.          | P.d.        | M.                    | B.                    | P.d.                  | M.         | B.         | P.d.       | Comp.                          | M.                             | B.                             | P.d.                           | M.    | B.    | P.d.  |
| 2017-2018             | PSV Eindhoven         | Eredivisie            | 4           | 0           | 0           | -                     | -                     | -                     | -          | -          | -          | -                              | -                              | -                              | -                              | 4     | 0     | 0     |
| 2018-2019             | PSV Eindhoven         | Eredivisie            | 31          | 10          | 5           | 2                     | 0                     | 0                     | 1          | 0          | 0          | C1                             | 8                              | 1                              | 0                              | 42    | 11    | 5     |
| 2019-2020             | PSV Eindhoven         | Eredivisie            | 14          | 11          | 5           | -                     | -                     | -                     | 1          | 0          | 0          | C1+C3                          | 2+8                            | 1+5                            | 2+2                            | 25    | 17    | 9     |
| 2020-2021             | PSV Eindhoven         | Eredivisie            | 32          | 19          | 8           | 3                     | 1                     | 0                     | -          | -          | -          | C3                             | 10                             | 7                              | 1                              | 45    | 27    | 9     |
| Sous-total            | Sous-total            | Sous-total            | 81          | 40          | 18          | 5                     | 1                     | 0                     | 2          | 0          | 0          | -                              | 28                             | 14                             | 5                              | 116   | 55    | 23    |
| 2021-2022             | Borussia Dortmund     | Bundesliga            | 27          | 5           | 3           | 2                     | 0                     | 0                     | 1          | 0          | 0          | C1+C3                          | 6+2                            | 3+1                            | 0                              | 38    | 9     | 3     |
| 2022-2023             | Borussia Dortmund     | Bundesliga            | 26          | 9           | 4           | 3                     | 0                     | 1                     | -          | -          | -          | C1                             | 6                              | 0                              | 0                              | 35    | 9     | 5     |
| 2023-2024             | Borussia Dortmund     | Bundesliga            | 27          | 13          | 2           | 3                     | 1                     | 2                     | -          | -          | -          | C1                             | 8                              | 1                              | 0                              | 38    | 15    | 4     |
| 2024-2025             | Borussia Dortmund     | Bundesliga            | 14          | 3           | 0           | 2                     | 0                     | 0                     | -          | -          | -          | C1                             | 5                              | 2                              | 1                              | 21    | 5     | 1     |
| Sous-total            | Sous-total            | Sous-total            | 94          | 30          | 9           | 10                    | 2                     | 3                     | 1          | 0          | 0          | -                              | 27                             | 7                              | 1                              | 132   | 39    | 13    |
| 2024-2025             | Aston Villa FC        | Premier League        | 14          | 3           | 0           | 3                     | 0                     | 0                     | -          | -          | -          | -                              | -                              | -                              | -                              | 17    | 3     | 0     |
| 2025-2026             | Aston Villa FC        | Premier League        | 1           | 0           | 0           | 0                     | 0                     | 0                     | -          | -          | -          | C3                             | -                              | -                              | -                              | 1     | 0     | 0     |
| Sous-total            | Sous-total            | Sous-total            | 15          | 3           | 0           | 3                     | 0                     | 0                     | -          | -          | -          | -                              | -                              | -                              | -                              | 18    | 3     | 0     |
| Total sur la carrière | Total sur la carrière | Total sur la carrière | 190         | 73          | 27          | 18                    | 3                     | 3                     | 3          | 0          | 0          | -                              | 55                             | 21                             | 6                              | 266   | 97    | 36    |

## Palmarès

### En club
- PSV Eindhoven
  - Champion des Pays-Bas en 2018.
  - Vice-champion des Pays-Bas en 2019 et 2021.
- Borussia Dortmund
  - Finaliste de la Supercoupe d'Allemagne en 2021.
  - Vice-champion d'Allemagne en 2023 .
  - Finaliste de la  Ligue des champions en 2024.